# Марсовское сельское поселение
Марсовское се́льское поселе́ние — муниципальное образование в Дрожжановском районе Татарстана Российской Федерации.
Административный центр — село Нижний Каракитан.

## История
Статус и границы сельского поселения установлены Законом Республики Татарстан от 31 января 2005 года № 21-ЗРТ «Об установлении границ территорий и статусе муниципального образования "Дрожжановский муниципальный район" и муниципальных образований в его составе».

## Население
| 2002  | 2010  | 2011  | 2012  | 2013  | 2014  | 2015  |
| ----- | ----- | ----- | ----- | ----- | ----- | ----- |
| 1531  | ↘1475 | ↘1470 | ↘1464 | ↘1435 | ↘1407 | ↘1389 |
| 2016  | 2017  | 2018  |       |       |       |       |
| ↘1355 | ↘1352 | ↘1334 |       |       |       |       |

## Состав сельского поселения
| № | Населённый пункт  | Тип населённого пункта       | Население |
| - | ----------------- | ---------------------------- | --------- |
| 1 | Верхний Каракитан | село                         | 476       |
| 2 | Нижний Каракитан  | село, административный центр | ↘441      |
| 3 | Татарская Бездна  | село                         | 494       |